# Relativismo cultural

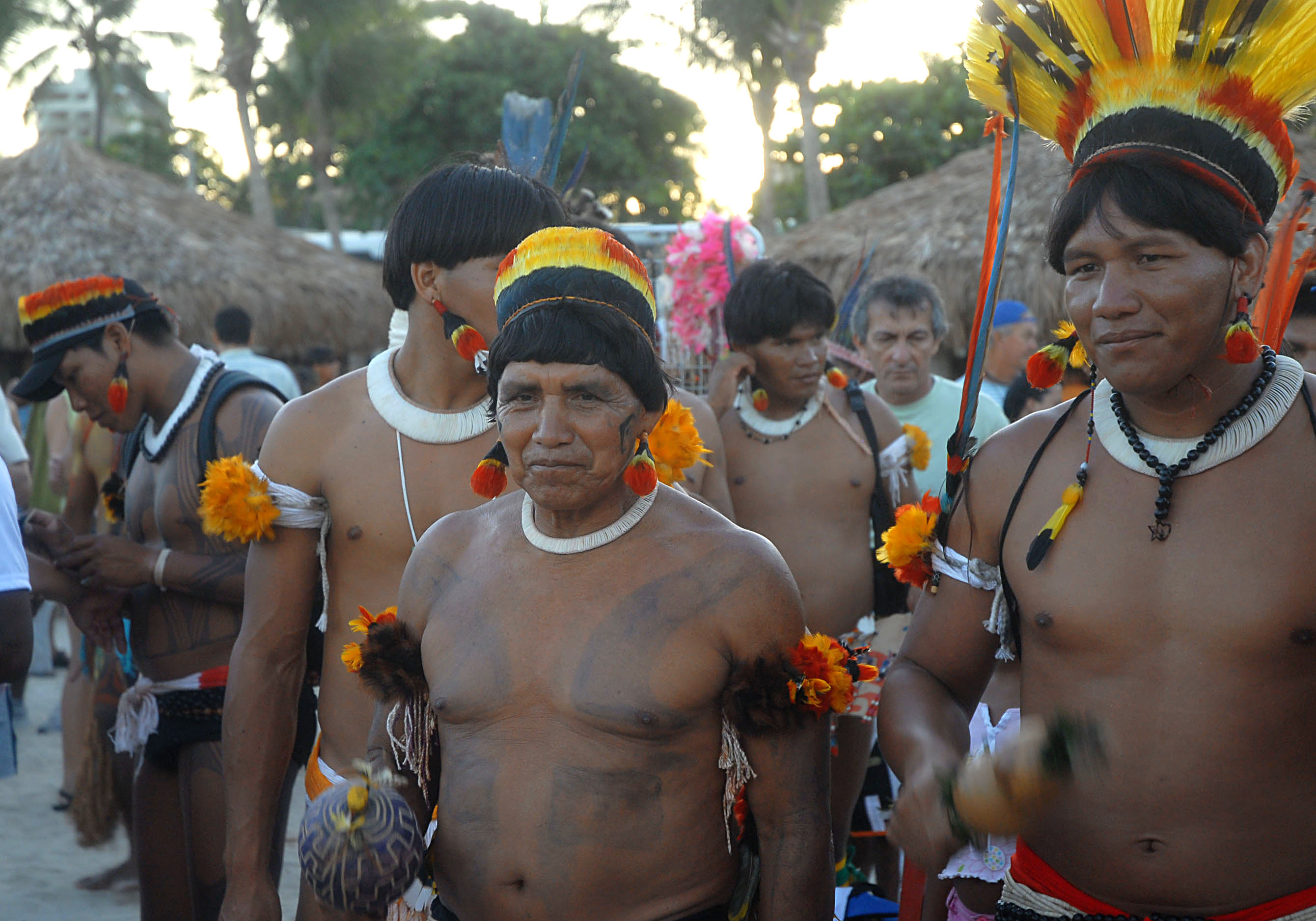
Representantes de la etnia Kuikuro en la ceremonia de clausura de la novena edición de los Juegos de los Pueblos Indígenas (Pernambuco, Brasil)

El relativismo cultural es una corriente antropológica que surgió en el siglo XX como una propuesta del antropólogo Franz Boas; él redefinió la antropología y el concepto de cultura de ese tiempo, que estaba fuertemente marcada por la corriente darwiniana.

## Introducción
El relativismo cultural hace crítica al evolucionismo y más en específico al concepto de raza como parámetro para evaluar o determinar la vida cultural de una comunidad. En cambio se decía que cada cultura debía ser estudiada o interpretada desde sus propias creencias, valores, prácticas, hábitos, etcétera. 

El relativismo cultural no es una doctrina ni un cuerpo teórico unívoco. Desde un punto de vista estrictamente filosófico cabe definirlo como aquella doctrina –también denominada culturalismo– que da primicia a la cultura frente a otros aspectos de la realidad humana. De este modo, la cultura sería el único marco explicativo desde el que se puede comprender al hombre, quedando este reducido todo lo demás a meros aspectos de la cultura o subproductos.

El relativismo defiende la validez y riqueza de todo sistema cultural y niega cualquier valoración absolutista moral o ética de los mismos. Se opone al etnocentrismo y al universalismo cultural —de carácter positivista— que afirma la existencia de valores, juicios morales y comportamientos con valor absoluto y de carácter universal.
Esto significa que el relativismo cultural conlleva a considerar cualquier aspecto de otra sociedad o grupo en relación con los estándares culturales de ese grupo, en vez de hacerlo desde un punto de vista considerado universal, o en relación a la valoración desde otras culturas. Por ejemplo, considera relativas a cada sistema cultural las diferentes formas de matrimonio, como la poligamia o la poliandria. Según esta corriente de pensamiento todas las culturas tendrían igual valor, y ninguna sería superior a otra pues todos los valores son considerados relativos.
El relativismo define la cultura como la totalidad de las reacciones y actividades mentales y físicas que caracterizan la conducta de los individuos componentes de un grupo social, colectiva e individualmente, en relación a su ambiente natural, a otros grupos, a miembros del mismo grupo y de cada individuo hacia sí mismo.

## Relativismo cultural en antropología
El relativismo se estableció como un axioma en la investigación antropológica de Franz Boas, antropólogo alemán, nacionalizado estadounidense y por esta razón también se le llama Escuela Norteamericana. En las primeras décadas del siglo XX, y fue más tarde popularizado por sus alumnos. Con el objetivo de establecer una seria crítica al evolucionismo de Tylor hasta entonces vigente.

Su primer crítica al método comparativo fue publicada en el año 1896 en su libro Las limitaciones del método comparativo de la antropología, de acuerdo a Boas y sus principios:
"Todas las culturas son iguales y comparables; no hay culturas inferiores y superiores. Por tanto es imposible (…) ordenar las culturas en un esquema evolutivo" 
Más tarde, en 1887 afirmaría que: 
"la civilización no es algo absoluto, sino relativo, y (…) nuestras ideas y concepciones son verdaderas sólo en lo que concierne a nuestra civilización".
Si bien no fue Boas quien acuñó el término relativismo cultural por primera vez, si fue el primero en llevar ésta corriente a la antropología; misma que hasta la fecha es muy defendida en dicho campo de estudio. 

Otro campo antropológico en el que el relativismo se abrió paso fue en el de la lingüística, dando paso al relativismo lingüístico. 
"La visión romántica de la lengua como indisociable de la cultura promovida por los estudiosos alemanes J. Herder y W. von Humboldt en el siglo XVIII dio gran importancia a la consideración de la diversidad lingüística y cultural."
Con ello comenzaron las discusiones basadas en el lenguaje del hombre y si este mismo reflejaba diferencias en la capacidad cerebral de los seres humanos, teoría que también sería refutada por Boas.

## Como dispositivo metodológico y heurístico
La principal aseveración que sustenta el relativismo cultural es que en sociedades disimiles existen desiguales reglamentos éticos. Estas leyes establecen lo que es apropiado dentro de esa cultura, por lo que los relativistas consideran que no existiría un juicio al que llamar "sensato" que califique al código moral de una civilización como mejor que el de otra, desde su punto de vista. Con sus matices puede ir desde una defensa del ostracismo (por ejemplo algunos activistas de los movimientos antiglobalización) o de la falta de un código de valores (Marqués de Sade, y en menor medida, Jonathan Swift), hasta ser sólo una negación de la uniformización.[cita requerida]
El relativismo cultural considera por tanto totalmente errónea la idea de creer superiores a algunas culturas, como de hecho se han considerado y consideran entre diferentes círculos la cultura grecorromana, la mesoamericana-azteca, la cultura maya, la judeocristiana, china, etcétera, desde el punto de vista de los valores que promueven. Además, el relativismo cultural nos alerta de que nuestras tendencias e inclinaciones están condicionadas por lo que hemos aprendido en el medio social en el que nos criamos, y pretende con ello incitarnos a mantener una postura accesible, dejando de lado la presunción de que lo que nosotros pensamos y hacemos es lo correcto.
Independientemente de las críticas a la que es sometida esta teoría filosófica, también hay que subrayar como aspecto interesante que existen valores coincidentes entre las culturas, como es el caso de la sinceridad a la hora de comunicarnos, la proscripción del homicidio, etc.; de lo contrario, se vería amenazada la existencia de la sociedad. Todo lo anterior permite argüir a los relativistas que la contradicción está en nuestros sistemas más o menos dogmáticos, no en nuestros valores.
También podemos decir que el relativismo cultural desafía la idea de que existen creencias verdaderas, comunes a varias sociedades. Es decir, afirma que todas las creencias son diferentes y pueden ser verdaderas dependiendo de la sociedad.
De hecho, los relativistas argumentan que no hay una ley que abarque lo universal: sólo hay diferentes formas de pensar dentro de las culturas, afirmando además que nuestra propia moral no tendría una categoría en especial, considerando que resulta ser sólo una entre muchas. 
El relativismo cultural es realmente una mezcla de varios pensamientos. Es importante separar los distintos elementos de la teoría, porque al analizarlos, algunas partes resultan ser correctas, mientras que otras parecen erróneas. 
Cabe resaltar entre estos puntos varias ideas de por qué los relativistas consideran que se deben respetar las diferentes culturas: 
- Las sociedades son diferentes en cuanto a su educación moral; ya que cada pueblo, grupo o sociedad tiene diferentes formas de educación que son correctas para ellos.

- Cada sociedad propone como correcto lo que para ellos está bien según sus creencias morales; como bien menciona, cada cultura es diferente.

- El relativismo cultural considera por tanto imposible decir qué criterio es mejor dentro de varias sociedades, porque que son totalmente diferentes moralmente; esto sigue con lo mismo, esta corriente considera que no se debe aprobar algo solo porque dentro de una sociedad esté visto como bien hecho, considerando otra sociedad en donde se considera lo contrario.

- El relativismo cultural considera que no hay una sola verdad que abarque la verdad absoluta dentro de todas las verdades. Partiendo de este último punto los relativistas tratan de explicar porqué todas las sociedades son diferentes, con sus autorizaciones y sus limitantes, según sus creencias morales.

Según esta filosofía, ninguna de las culturas nos podría permitir con propiedad decir cuál es la que tendría que ser superior y por qué, ya que lo que para unos sea lo correcto contrastará con otro grupo humano para el que no lo sea. Por ejemplo, citando a Alain de Botton, "nadie debería juzgar las acciones de otras sociedades, por el solo hecho de ser diferentes a las nuestras, tenemos que ser tolerantes y aceptar que simplemente todos somos diferentes".

## Relativismo y derechos humanos
El relativismo cultural no plantea una legitimación de manifestaciones culturales aparentemente en contraste o extremadas (caso de la confrontación de la relación entre todas las culturas), sino que predispone a explicar esas manifestaciones de acuerdo con la lógica propia del grupo en el cual esa manifestación tiene lugar. Mientras los defensores del relativismo sostienen que es una actitud de conocer todas las implicaciones y las contradicciones que una costumbre plantea dentro del mismo sistema cultural, sus críticos aducen que se trata en realidad de una legitimación de determinadas prácticas concretas (como la discriminación de las mujeres, la ablación del clítoris, la pena de muerte como forma de castigo, la violación, sacrificios humanos, pederastia, esclavitud, etc.), que se dan en una cultura particular. El relativismo cultural sería, según estos criterios, incompatible con la existencia de derechos humanos universales.

Según el filósofo americano, James Rachels, 
"el único razonamiento que prudentemente podría usarse para censurar las acciones de cualquier sociedad incluida la nuestra, es cuestionarnos si la práctica fomenta o limita el bienestar de las personas cuyas vidas se ven perturbadas por ella".

## Críticas al relativismo
Para algunos de los más importantes críticos contra esta corriente, como la Iglesia católica, Ayn Rand o Immanuel Kant, el relativismo cultural es el relativismo o nihilismo absoluto con respecto a los valores culturales; para otros (Michel de Montaigne) todo es relativo menos la moralidad y la ética de la cultura respectiva, y aun para otros el relativismo cultural es, sencillamente, si bien tomar partido por alguna visión universal de la ética o la cultura, tampoco sectarizarse al respecto.
el error común al universalista y al pluralista es que ambos parecen colocarse en un plano «neutro», extra-cultural -para concluir que las culturas son conmensurables o que son inconmensurables necesitaría conocerlas a todas y tenerlas a todas ante los ojos. En cambio, si veo el problema desde la posición del sujeto cultural que soy -y jamás dejo de serlo- lo que se me plantea es lo siguiente: mi propia cultura es una variante «privilegiada» de la «cultura universal», es en realidad la cultura universal que puede haber para mí; es desde ella, y concebida así (es decir no concebida como un sistema cerrado y acabado, «particular» y plenamente transparente para mí mismo), que puedo acceder y accedo a «otras culturas»: tomándolas, en principio, como otras posibles «respuestas» a las preguntas que me planteo. Al revelarse aquello que la otra cultura tiene en común con la mía, se revela también lo que tienen de diferente, y esto no me es definitivamente inaccesible, porque viene a llenar un «vacío» o una posibilidad que silenciosamente persistía en mi propia cultura.